# Paróquia São Francisco de Assis (Brotas)
A Paróquia São Francisco de Assis está no bairro Taquaral, da cidade paulista de Brotas.

## História
A Igreja São Francisco de Assis foi construída de 4 de agosto de 1997 a 4 de outubro de 2001, data de sua inauguração. Foi elevada a dignidade de Matriz Paroquial em 26 de agosto de 2007, desmembrada da Paróquia Nossa Senhora das Dores de Brotas

## Párocos
- 2007 a 2017 - Padre José Marcelo de Araújo
- 2018 - atual - Padre Marcelo Aparecido Vicentin

## Igrejas
- Matriz Paroquial Igreja de São Francisco de Assis - Bairro Taquaral
- Capela do Cemitério Municipal - Bairro Taquaral
- Capela Nossa Senhora da Conceição Aparecida - Jardim Bandeirantes
- Comunidade de Santo Expedito - Jardim Campos Prado

## Ver Também
- Paróquias da Diocese de São Carlos